# Laneuvelotte
Laneuvelotte ist eine französische Gemeinde mit 431 Einwohnern (Stand: 1. Januar 2022) im Département Meurthe-et-Moselle in der Region Grand Est (vor 2016: Lothringen). Sie gehört zum Arrondissement Nancy und zum Kanton Grand Couronné. 

## Geografie
Laneuvelotte liegt etwa sieben Kilometer ostnordöstlich von Nancy an der Amezule, die die Gemeinde im Norden begrenzt, und wird umgeben von den Nachbargemeinden Laître-sous-Amance im Nordwesten und Norden, Amance im Norden und Nordosten, Champenoux im Nordosten, Velaine-sous-Amance im Osten, Cerville im Süden, Pulnoy im Südwesten sowie Seichamps im Südwesten und Westen.

## Bevölkerungsentwicklung
| Jahr                       | 1962 | 1968 | 1975 | 1982 | 1990 | 1999 | 2006 | 2019 |
| Einwohner                  | 201  | 200  | 203  | 206  | 264  | 343  | 398  | 433  |
| Quellen: Cassini und INSEE |      |      |      |      |      |      |      |      |

## Sehenswürdigkeiten
- Kirche Notre-Dame, 1587 erbaut
- Schloss Le Tremblois
- Schloss Voirincourt
- Haus des Malteserordens mit Kapelle Saint-Jean-Baptiste